# Billy Hartill
William John „Billy“ Hartill, auch bekannt als Ted Hartill (* 18. Juli 1905 in Wolverhampton; † 12. August 1980 in Walsall) war ein englischer Fußballspieler. Der Stürmer aus der Zeit vor dem Zweiten Weltkrieg ging sieben Jahre für die Wolverhampton Wanderers auf Torejagd ist bis heute der Spieler mit den drittmeisten Pflichtspieltreffern in der Geschichte der „Wolves“.

## Sportliche Laufbahn
Der 1905 geborene Billy Hartill wuchs – wie auch sein späterer Mannschaftskamerad Dickie Rhodes einige Straßen weiter – in Wolverhampton auf, frönte im Alter von zehn Jahren erstmals dem Fußballsport und spielte erstmals für Wolverhampton Town.
Nach dem Schulabschluss strebte er zunächst eine Laufbahn beim Militär an und diente in der Royal Horse Artillery. Als der Mittelstürmer in der dortigen Soldatenelf binnen zweier Jahre über 70 Tore schoss, ebnete ihm das den Weg für den Profisport. Dieser begann für „Artillery“, wie Hartill angesichts seines Werdegangs und der besonderen Schusshärte genannt wurde, ab August 1928 bei den Wolverhampton Wanderers allerdings zuerst in der zweiten Mannschaft. Seine auf Anhieb guten Leistungen in der Central League veranlassten Trainer Frank Buckley dazu, Hartill am 24. November 1928 erstmals gegen Bradford Park Avenue (1:4) auch im Profiteam einzusetzen. Nach einer weiteren Partie eine Woche später gegen Grimsby Town (2:2) fand sich der Neuling bis März 1929 aber erst einmal wieder in der Reserveelf wieder. Die ersten beiden Tore schoss er für die „Wolves“ in seinem vierten Spiel gegen den FC Chelsea (2:0). Die Saison 1928/29 endete für den Zweitligisten insgesamt auf einem enttäuschenden 17. Rang, wobei Hartill kurz vor Ende der Spielzeit den ersten Profivertrag unterschrieben hatte.
In der Folgesaison 1929/30 eroberte sich Hartill nicht nur einen Stammplatz im Sturmzentrum; in 35 Ligaspielen traf er darüber hinaus 33 Mal und wurde zum Torjäger. Obwohl sich dadurch auch die Leistungen der Mannschaft insgesamt verbesserten, bedeutete der neunte Platz am Ende, dass der ersehnte Aufstieg in die First Division außer Reichweite blieb. Mit Hartills Hilfe, der in den beiden darauffolgenden Jahren jeweils die 30-Tore-Grenze in Pflichtspielen erreichte, verstärkte sich aber der Offensivtrend und nach einem vierten Platz im Jahr 1931, gewann das Team in der Spielzeit 1931/32 mit insgesamt 115 Toren überlegen die Zweitligameisterschaft – und stellte somit nach 26 Jahren die Rückkehr in die Erstklassigkeit sicher.
Hartill spielte drei Jahre für die Wolves in der englischen Eliteliga. Dabei schoss in seinem ersten First-Division-Jahr 33 und in der Saison 1934/35 27 Tore – in dem dazwischen liegenden Jahr kam er verletzungsbedingt auf nur 13 Treffer in 26 Einsätzen. Zur großen Überraschung des Anhangs der Wolves sah Trainer Buckley im Sommer 1935 in Hartill aber einen Spieler, der seinen Zenit bereits erreicht hatte, verletzungsanfälliger geworden und noch für eine hohe Ablösesumme zu verkaufen war. Mit insgesamt 170 Treffern hatte sich der kopfballstarke „Sturmführer“ zum besten Torschützen in der Geschichte der Wolverhampton Wanderers entwickelt. Erst fast 45 Jahre später überbot John Richards seinen Torrekord und bis zum heutigen Tag ist er hinter Steve Bull und Richards der drittbeste Torjäger in der Klubgeschichte.
Der Aufenthalt beim Folgeklub FC Everton war nur von kurzer Dauer und bereits im Januar 1936 wechselte er auf die andere Seite des Stanley Parks zum FC Liverpool. Beim Lokalrivalen kam er jedoch bis Februar 1936 nur zu vier weiteren Ligaeinsätzen, bevor er in die Third Division South zu den Bristol Rovers „abstieg“ und sich kurze Zeit später nur noch als Amateur beim FC Street verdingte. Eine hartnäckige Beinverletzung sorgte schließlich im Jahr 1940 dafür, dass sich Hartill vom aktiven Sport zurückzog. Zu einem Länderspiel für England hatte es nie gereicht; sein einziger Einsatz in einer nationalen Elf war 1935 ein Spiel der Football-League-Auswahl gegen eine Mannschaft aus den Midlands.
Im Alter von 75 Jahren verstarb Billy Hartill im August 1980 in der Stadt Walsall.